# Victor Escousse
Victor Laserre, Pseudonym Victor Escousse (* 1813 in Paris; † 24. Februar 1832) war ein französischer Dichter und Dramatiker.
Er trat im Alter von 18 Jahren mit dem Schauspiel Farruck le Maure (1831) auf, das sehr günstig aufgenommen wurde. Dagegen fiel seine Tragödie Pierre III (1831) durch. Ein Jahr später brachte er sein in Gemeinschaft mit seinem Freund Auguste Lebras (1811–1832) verfasstes Schauspiel Raymond auf die Bühne. Als dieses vom Publikum zurückgewiesen wurde, töteten sich beide Dichter sechs Tage darauf (24. Februar 1832) durch Kohlendampf. Béranger widmete Escousses Andenken einige schöne Stanzen: Le Suicide.

## Werke
- Farruck le Maure, drame en 3 actes et en vers, musique de Alexandre Piccini, Paris, Théâtre de la Porte Saint-Martin, 25. Juni 1831
- Raymond, ou l'Héritage du naufragé, drame en 3 actes, avec Auguste Lebras, Paris, Théâtre de la Gaîté, 24. Januar 1832 Online-Ausgabe des Textes